# Chen Jing (voleibolista)
Chen Jing (em chinês:  陳 靜; Chengdu, 3 de setembro de 1975) é uma ex-jogadora de voleibol da China que competiu nos Jogos Olímpicos de 2000 e 2004.
Em 2000, ela participou de cinco jogos e finalizou na quinta colocação com o conjunto chinês no campeonato olímpico. Quatro anos depois, ela fez parte da equipe chinesa que conquistou a medalha de ouro no torneio olímpico de 2004, no qual atuou em seis partidas.